# Retodus

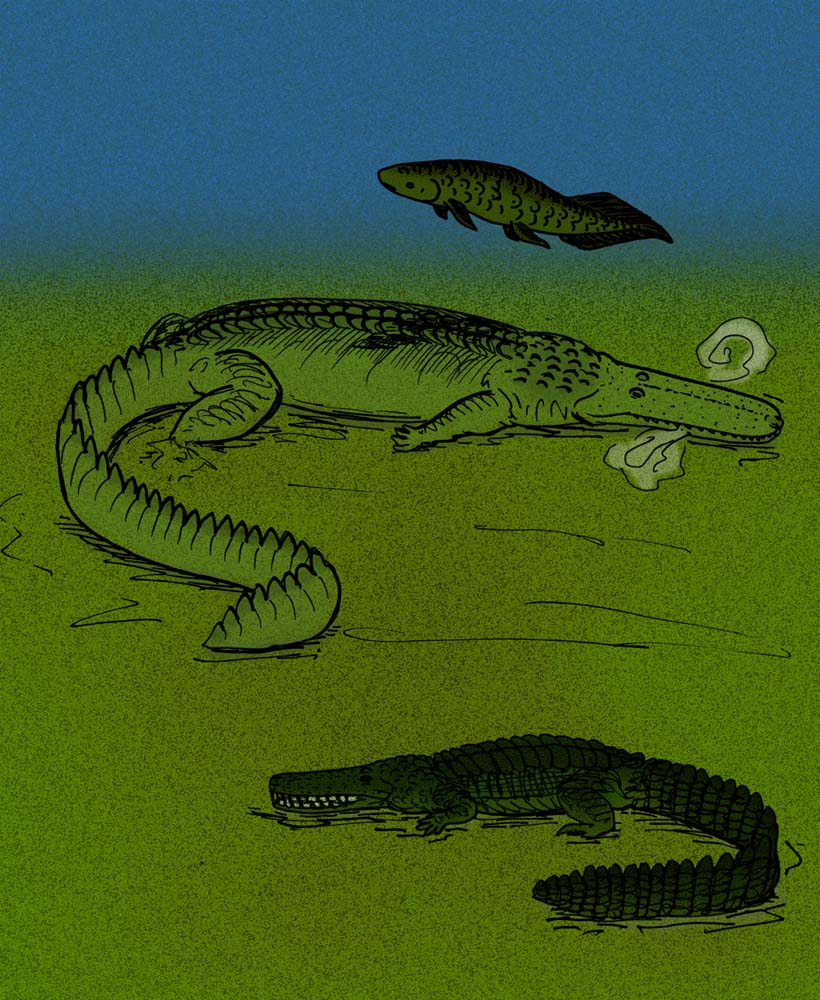
Comparación de Retodus (arriba) con los contemporáneos Stomatosuchus (centro) y Laganosuchus (abajo)

Retodus (que significa "red de dientes") es un género extinto de pez pulmonado ceratodóntido que vivió durante el Cretácico (Albiano-Maastrichtiano) de África. La especie tipo, R. tuberculatus, fue descrito por Churcher et al. (2006). Originalmente, fue descrito como una nueva especie de Ceratodus (C. tuberculatus) por Tabaste (1963).
En 1963, Tabaste describió a Ceratodus tuberculatus, basado en el holotipo ROM 47638 que consta de una placa dental descubierta en la Formación Quseir de Egipto, posiblemente del Campaniano. Ese mismo año, él asignó numerosos especímenes encontrados en varias partes de África, todos ellos conocidos por placas dentales aisladas y fragmentos de placa. En 1984, Martin trasladó estos especímenes a Neoceratodus (creando "N". tuberculatus) y siendo HGO 49 su lectotipo, encontrado en Argelia y data del Albiano, especímenes encontrados en varias localidades de la Formación Bahariya del Cenomaniano de Egipto fueron referidos. En 2006, Churcher et al. redescribieron los especímenes de C. tuberculatus (Tabaste, 1963) y los de N. tuberculatus (Martin, 1984), ellos encontraron que son indistinguibles entre sí y muestran autapomorfías que no se ven en las otras especies de Ceratodus y Neoceratodus, clasificándolos en su propio género Retodus que significa "red de dientes".
Las placas dentales de Retodus son tan grandes como las de Ceratodus y Neoceratodus, estas se caracterizan por cuatro crestas transversales, crestas ampliamente redondeadas, un patrón reticular de crestas y huecos. Los adultos llegaban hasta los 3 metros de longitud y vivían en sistemas de agua dulce.